# Мохле
Мохле (пол. Mochle, нім. Mocheln) — село в Польщі, у гміні Сіценко Бидґозького повіту Куявсько-Поморського воєводства.
Населення — 670 осіб (2011).

## Демографія
Демографічна структура станом на 31 березня 2011 року:
|          | Загалом | Допрацездатний вік | Працездатний вік | Постпрацездатний вік |
| -------- | ------- | ------------------ | ---------------- | -------------------- |
| Чоловіки | 335     | 68                 | 239              | 28                   |
| Жінки    | 335     | 72                 | 200              | 63                   |
| Разом    | 670     | 140                | 439              | 91                   |